# Casa de las Golondrinas (sitio rupestre)
La Casa de las Golondrinas es un sitio rupestre ubicado en la Tierras Altas de Guatemala, en el departamento de Sacatepéquez, en la jurisdicción de San Miguel Dueñas. El yacimiento fue descubierto en 1996 y fue objeto de varias investigaciones arqueológicas por Robinson (1997 y 2008), Robinson et al. (2002a y b, 2004, 2007) y de un estudio de conservación por Costa (2008, 2009 y 2010) y Costa Touron y Duchêne (2010).

## Los primeros asentamientos humanos
La Casa de las Golondrinas consiste en un acantilado de 650 m de largo que puede alcanzar más de 30 m de alto, siguiendo aproximadamente el rumbo del río Guacalate, en las faldas del volcán de Agua (fig. 1). Además de la presencia del río cerca del acantilado, numerosos y caudalosos manantiales brotan a proximidad. El yacimiento se encuentra en el valle de Almolonga, una extensión hacia el Sur Oeste del valle de Panchoy, donde se ubica La Antigua Guatemala. Los volcanes Acatenango, Fuego y Agua enmarcan el valle de Almolonga (fig. 1). Antiguamente, se encontraba la laguna de Quilisimate, a 2,5 km al noroeste, pero fue drenada en 1920 para el control de la malaria. En razón de la actividad volcánica, los suelos son muy propicios para la agricultura y la zona ha sido un lugar de asentamiento humano muy antiguo. Según estudios palinológicos en la laguna de Quilisimate, se encontró evidencias de polen de maíz domesticado desde 4380 a.C. (Robinson 2008: 134). Los primeros asentamientos conocidos tienen una ocupación que empieza en el Preclásico Temprano (1550 a 1000 a.C.) (Robinson 1999: 482) y se ubican en un radio de 3 km alrededor del yacimiento rupestre.

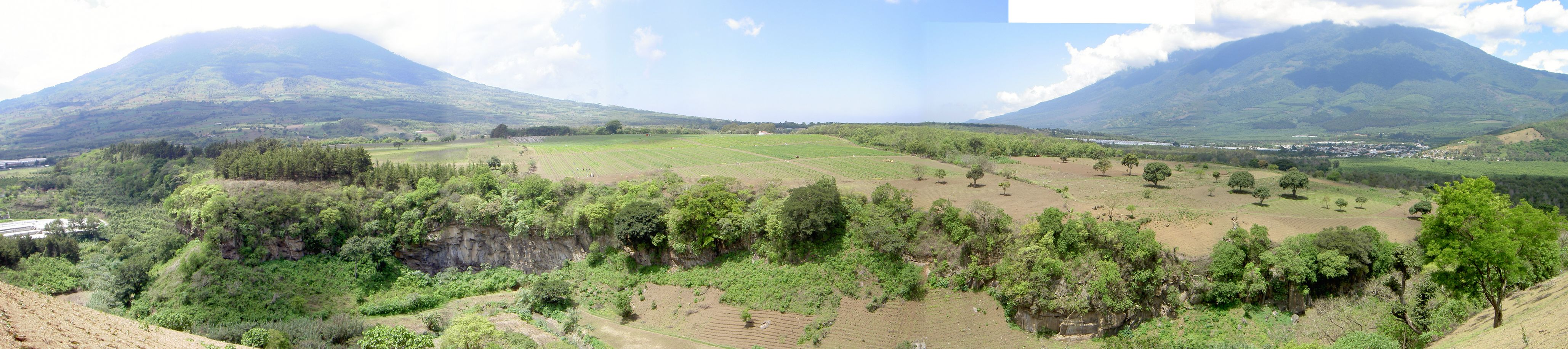
Figura 1: Vista panorámica de la Casa de las Golondrinas en 2008

## Técnicas empleadas y cronología
Las temporadas de investigación de Robinson permitieron registrar un total de 225 manifestaciones rupestres, diseminadas a lo largo del acantilado, y agrupadas por áreas nombradas por el orden de su descubrimiento. Se distinguen 6 áreas en total, A, B, C, D, E y F (fig. 2). Cada temporada permitía encontrar nuevas pinturas y la presencia de más motivos no se puede descartar. 

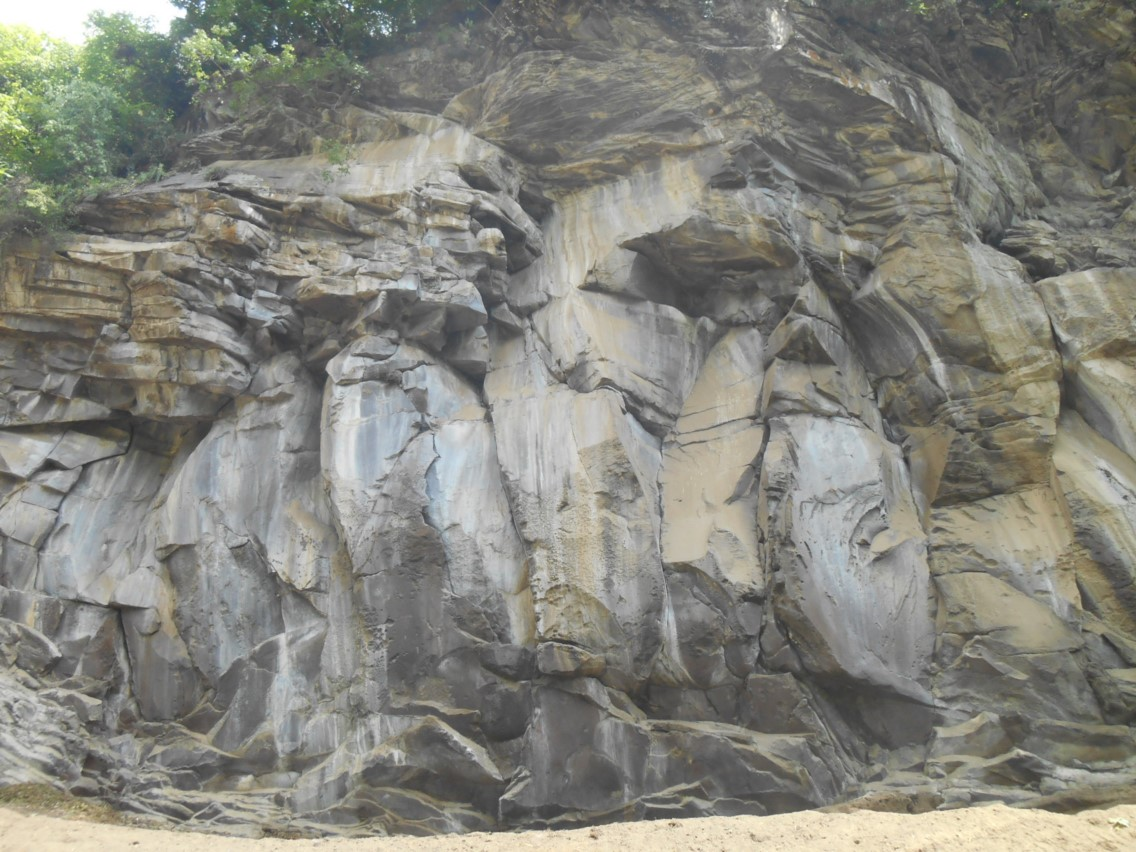
Figura 2: Área B de La Casa de las Golondrinas en 2016

La técnica más representada es la pintura, ningún grabado ha sido registrado y un único motivo fue realizado por abrasión, quitando la pátina de la roca para dejar aparecer el color original más claro debajo. Se utilizó la pintura en positivo (improntas de huellas de mano) (fig. 3), en negativo (usando una plantilla) (fig. 4), el trazo y la tinta plana (fig. 5). En algunos casos, se logró observar huellas de pínceles (Costa 2010: 82) y no se puede descartar que se utilizaron los dedos de la mano.

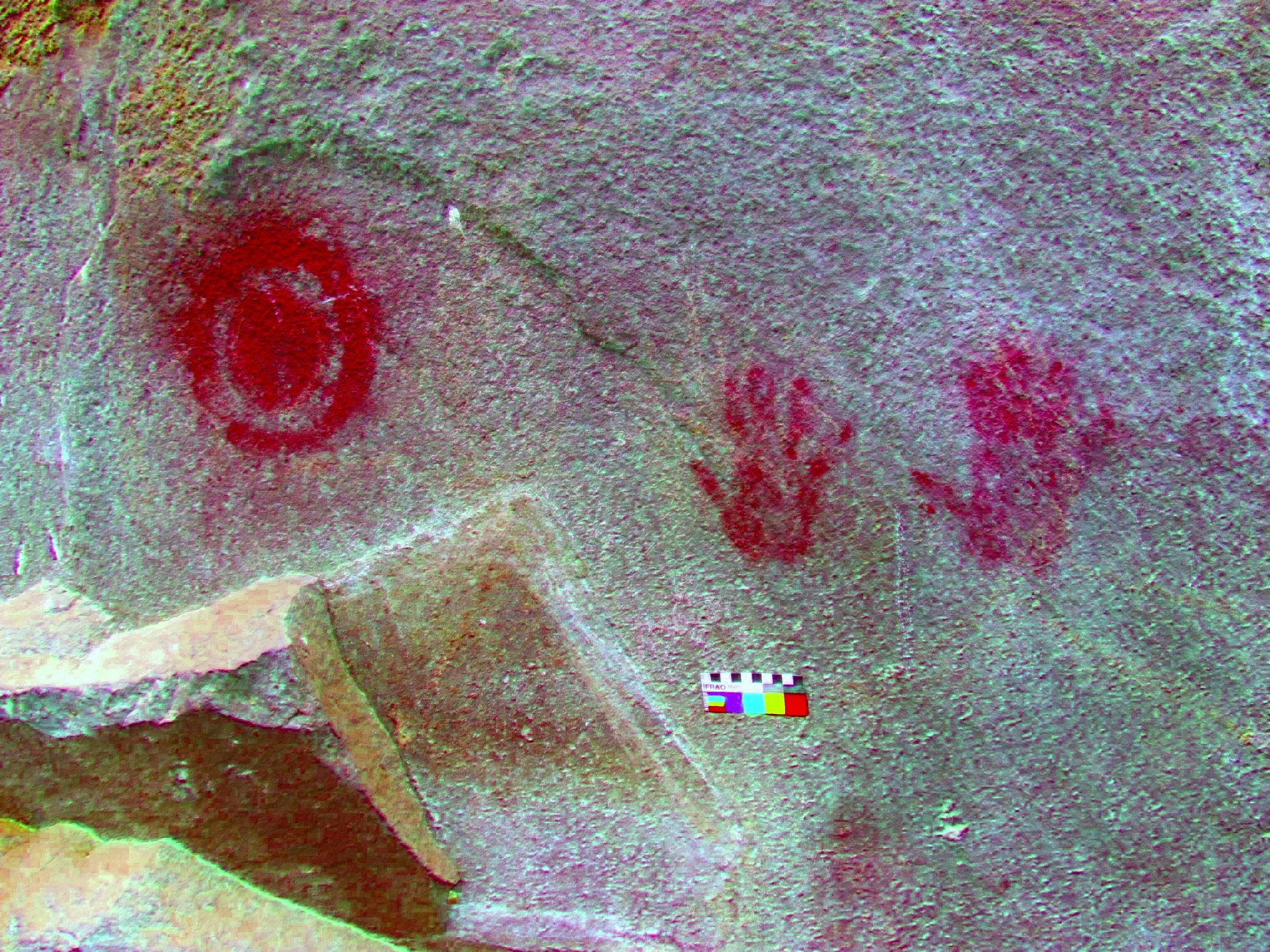
Figura 3: Círculos concéntricos y dos manos derecha en positivo (improntas), filtrado con DStetch (yrd)

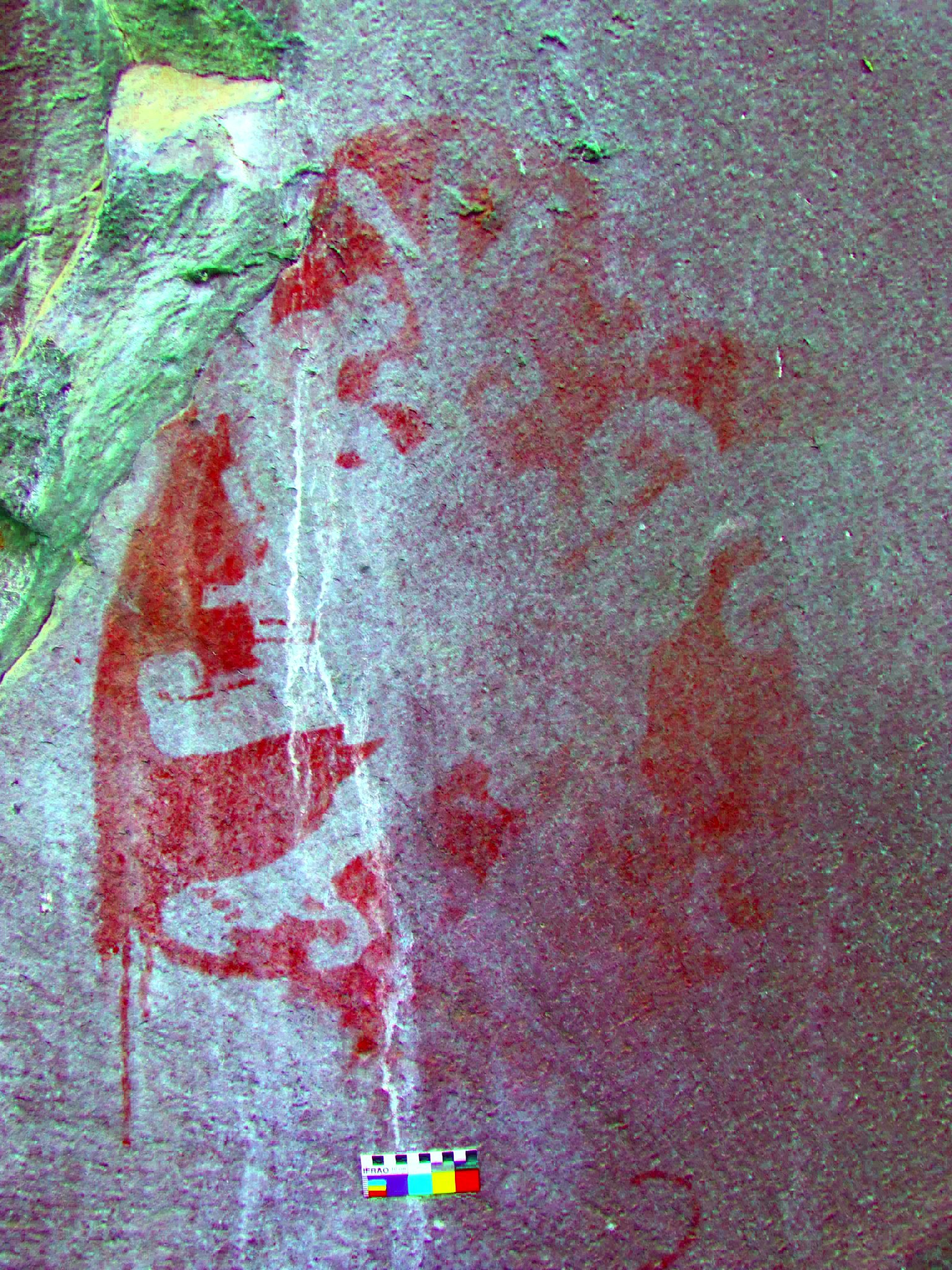
Figura 4: Pintura en negativo en el Área B, filtrado con DStretch (yrd)

El color que predomina es el rojo; tomas de muestras de pigmentos en diferentes áreas pintadas y su análisis en el Laboratorio de Investigación de los Monumentos Históricos (LRMH por sus siglas en francés) permitió determinar el uso de ocres (arcilla rica en óxido de hierro) (Costa, Touron y Duchêne 2010). Estos ocres pudieron haber sido calcinados, lo que puede explicar las diferentes tonalidades que se observan: amarillo, anaranjado, rojo y morado. En un motivo policromo, se ha observado pintura azul. En razón de su iconografía, semejante a los motivos difundida a gran escala en Mesoamérica durante el Posclásico Tardío, es posible que se trate de un pigmento orgánico (Azul Maya) a base de añil, muy utilizado en la cerámica y en los códices en este periodo y atestiguado en un yacimiento rupestre con un motivo similar (serpiente emplumada) en Honduras (Touron 2013).
En cambio, las primeras pinturas parecen tener su origen en el Preclásico Temprano-Medio (1150 a 700 a.C.). Se obtuvo una fecha radiocarbónica por Rowe, con la técnica de oxidación con plasma, que apoya esta cronología. La fecha es (1150 - 970 a.C.) con 2 sigma calibrados a la fecha 1450-1000 a.C. (Robinson et al. 2007: 1201). Concuerda con los primeros asentamientos alrededor del sitio. 

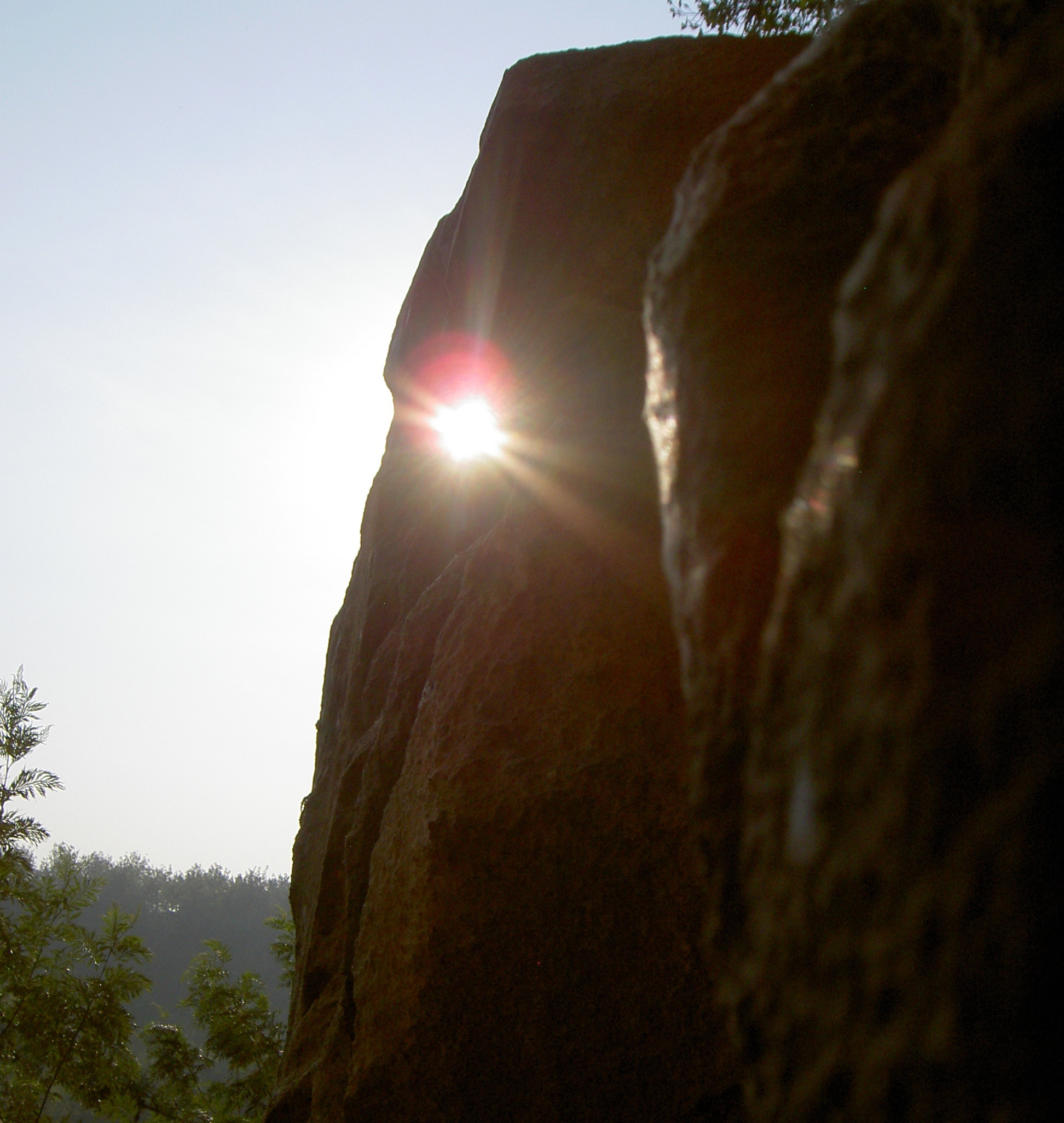
Figura 6: Luz del sol pasando por un orificio esculpido en el Àrea C

### Funciones del sitio

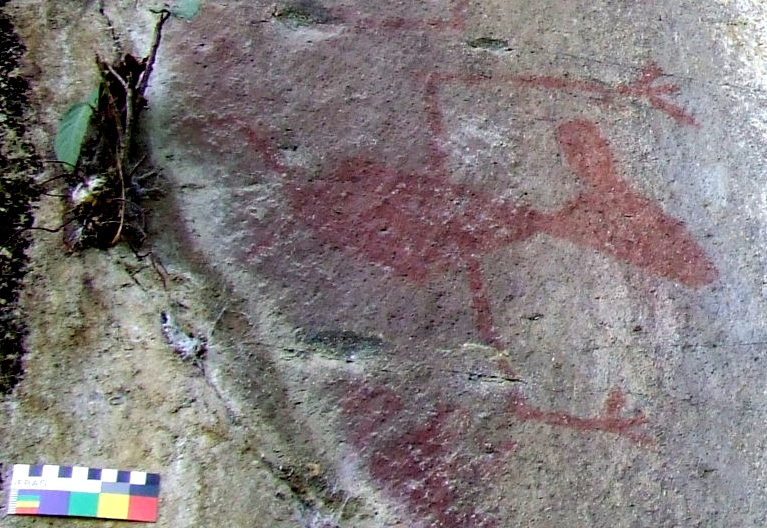
Figura 5: Zoomorfo en tinta plana en el Área A en 2007

La Casa de las Golondrinas ha sido un sitio multifuncional (Robinson 2002b: 10). Las pinturas indican un propósito ceremonial, pero otros artefactos muestran que los abrigos pudieron también ser utilizados para preparar y servir alimentos y como campamento ocasional de cazadores en el Clásico Temprano (300 a 600 d.C.) y durante el Posclásico (900 a 1527 d.C.). Las funciones del sitio fueron cambiando según las diferentes áreas y el tiempo. 
En el Área C, donde las pinturas más antiguas fueron fechadas, una perforación en un saliente de roca permite a la luz del sol de alumbrar pinturas en el acantilado al amanecer. Pudo servir como una especie de calendario (Robinson 2007: 1202) (fig. 6). 
En el Área B, Robinson encontró: "una ofrenda compuesta de una vasija grande, acompañado de otros artefactos y materiales, codificados y relacionados, que permite interpretar la asociación femenina de la lluvia y las fuerzas de la lluvia". Según su interpretación, La Casa de las Golondrinas ha sido: "un lugar sagrado dedicado a la creación y al agua" (Robinson 2002b: 635). 

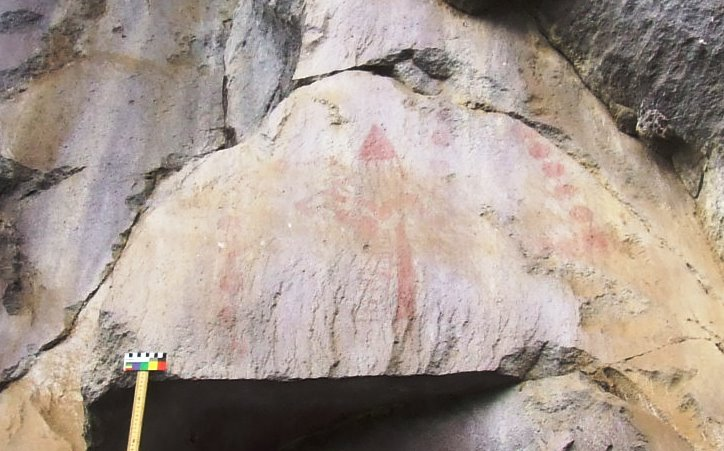
Figura 7: Pintura de Xiuhcóatl en el Área B en 2007

Al mismo tiempo, Robinson reconoce durante el Postclásico Tardío un cambio en el uso del sitio. La representación de armas, en particular el Xiuhcóatl (fig. 7), indica una orientación militar en un contexto particularmente belicoso (Robinson 2008: 146). En este caso, las pinturas funcionaron como marcador de un territorio y/o como un lugar para conmemorar una victoria militar (ibid.). 

## Estado de conservación
Son numerosos los agentes de deterioro que actúan en La Casa de las Golondrinas pero los peores y los más rápidos son antrópicos. A pesar de su importancia, con sus 3000 años de producción rupestre, de la calidad artística de sus representaciones y como testigo único de prácticas ceremoniales antiguas, La Casa de las Golondrinas no goza de ninguna protección física, ni consideración. Ubicado en una finca privada, las milpas llegan hasta el pie del paredón (fig. 2), las rozas (por medio de la quema de las malas hierbas) se realizan todos los años a proximidad y las temperaturas elevadas tienen por consecuencias la destrucción de las manifestaciones rupestres. Fogatas se llevan a cabo dentro de los abrigos rocosos, al pie de las pinturas. Rayas con machete y hasta impactos de balas fueron registrados sobre los motivos (Costa 2010: 97). Pinturas con aerosol, con carbón, con liquid paper se repiten cada año encima de las pinturas antiguas, especialmente al momento de la cosecha de café, cuando la finca acoge más gente. En 2014, después de lluvias importantes, la tierra ubicada a la base del acantilado en el Área B fue excavada con maquinaria y tirada al río Guacalate para reubicar su rumbo. La misma tierra donde las excavaciones arqueológicas habían permitido a Robinson de encontrar ofrendas prehispánicas. La Casa de las Golondrinas es prácticamente un sitio agonizante. Una solución sería darle un uso al sitio, se ha propuesto una abertura al turismo, por medio de guías (Costa 2008), ya que el lugar es excepcional y se encuentra a 6 km de La Antigua Guatemala, la principal destinación turística del país. Sin embargo, esto requiere inversión y voluntad. Para mientras, concientizar y educar parece una primera etapa imprescindible para permitir heredar este valioso patrimonio a las generaciones futuras.